# Bernat Calvet i Girona

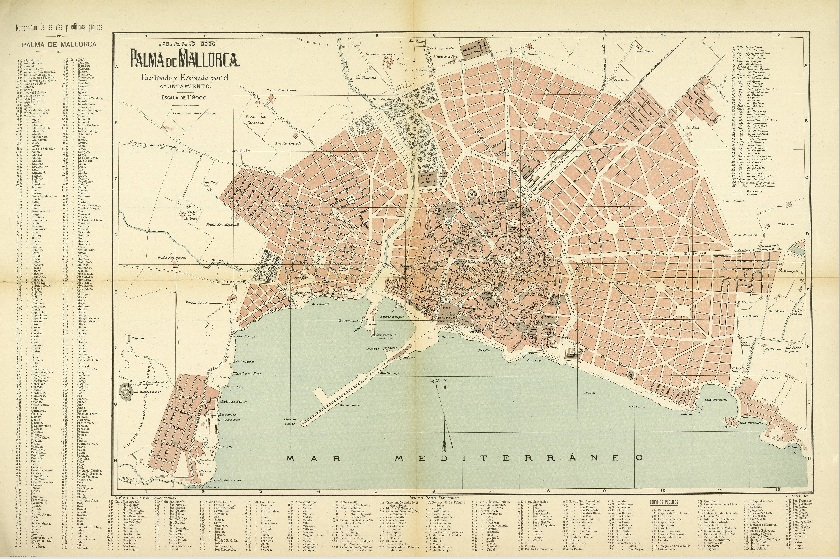
Plànol de Ciutat de Mallorca de principis del segle XX en el qual es veu de color rosat l'eixample dissenyat per Calvet

Bernat Calvet i Girona (Eivissa, 1864 - Palma, 1941) va ser un enginyer de camins, canals i ports eivissenc, redactor del primer projecte d'eixample de la Ciutat de Mallorca.

## Biografia
Es llicencià a Madrid el 1883. Fou enginyer de la Direcció d'Obres Públiques entre 1883 i 1891, en què passà a ocupar el càrrec d'enginyer municipal de l'Ajuntament de Palma i, el 1910, el d'enginyer en cap d'Obres Públiques de Balears (1910 – 1928). Posteriorment, el 1928 va ser nomenat inspector, cosa que l'obligà a residir a Madrid fins que es jubilà (1935). Figurà en el Consell d'Obres Públiques, essent president de la Secció de Ferrocarrils i fent part, el 1930, de la Delegació espanyola al Congrés Internacional Ferroviari.
Dirigí com a tècnic diverses indústries i realitzà importants obres i construccions, impulsà notablement la xarxa de carreteres i el servei de fars i ports de les illes. Fou regidor i batle de Palma (1906) pel grup republicà la qual cosa determinà la seva intervenció en la polèmica suscitada el 1907 arran del trasllat del cor de la Catedral, realitzat sota la direcció d'Antoni Gaudí, al qual ell s'oposava.

## El Pla Calvet
L'any 1901 va elaborar el Projecte d'eixample de Palma (Pla Calvet) sota el lema Felix qui potuit rerum cognoscere causas ('feliç qui pot conèixer el motiu de les coses') i que fou aprovat el 1903. La proposta es resumia en una sèrie d'illes de cases uniformes de forma radial i concèntrica. El pla està inspirat en els de Barcelona i Madrid, però es caracteritza, no obstant això, per la seva disposició radial i concèntrica. L'aplicació del projecte, que abraçava l'espai que hi ha entre les actuals Avingudes, el Molinar, la plaça de Toros i Santa Catalina, suposava l'enderrocament del recinte murat que encerclava la ciutat històrica, centre sobre el qual gira tota la ciutat. La finalitat era d'enllaçar el barri antic amb les carreteres d'Inca, Manacor i Sóller, vies d'accés a la ciutat venint de la resta de l'Illa, i els barris que ja s'havien format extramurs, com els dels Hostalets i el de l'Hort del Ca. També feu el disseny dels carrers, els quals són de quatre castes: les avingudes, de 40 m d'amplària, bastides aprofitant el fossat de les murades; els carrers formats per les carreteres que uneixen els pobles amb Palma, de 30 m, com els de Manacor, Aragó i 31 de Desembre; els carrers de segon orde, de 20 m, com els de Nuredduna, Arxiduc Lluís Salvador i Blanquerna; i la resta, de 10 m, que són la major part.

## Obres
Obres seves són Las calles de Palma (1890) i Las murallas de Palma deben derribarse (1890), escrites amb la intenció de crear un clima favorable a l'eixample; El proyecto de reforma de la plaza Mayor, en el qual actuà com a enginyer municipal, i el seu projecte urbanístic Memoria del proyecto de ensanche de la ciudad de Palma. Aprovat per concurs públic per RD de 22 de febrer de 1901 (1909) i el plànol de la ciutat que incorporà al projecte.
| Precedit per: Jaume Font Monteros | Batle de Palma 1906 - 1907 | Succeït per: Antoni Rosselló Caçador |